# Гудейл, Кристин
Кристин Гудейл (англ. Christine Goodale) — экосистемный эколог и ассоциированный профессор кафедры экологии и эволюционной биологии Корнеллского университета. Гудейл проводит исследования по изучению круговорота воды, углерода, азота и других питательных веществ в лесных экосистемах.

## Образование
Кристин Гудейл училась в Дартмутском колледже на бакалавриате, который окончила в 1992 году со степенью бакалавра искусств в области экологических исследований и биологии/географии. После окончания учебы Гудейл перешла в Университет Нью-Гэмпшира для получения степени магистра в области природных ресурсов (1995 г.) и осталась там, чтобы получить докторскую степень в области природных ресурсов (1999 г.). Научным руководителем Гудейл во время подготовки докторской диссертации был Джон Д. Эйбер, эколог и профессор природных ресурсов и окружающей среды в Университете Нью-Гэмпшира. Во время работы с Джоном Д. Эйбером Гудейл стала соавтором двух статей и изучила экосистемы Ирландии, включая составление карт ежемесячных осадков, температуры и солнечной радиации, а также чувствительности лесных экосистем Ирландии.

## Карьера и исследования

### Работа
После завершения докторской диссертации в Университете Нью-Гэмпшира в 1999 году Кристин Гудейл заняла свою первую должность постдокторанта в Вашингтонском институте Карнеги по программе «Наука о растениях», расположенной в Стэнфорде, Калифорния. В 2001 году Гудейл переехала в Исследовательский центр Вудс-Хоул в Вудс-Хоул, штат Массачусетс, где до 2003 года участвовала в постдокторской стажировке. Позже в том же году Гудейл была принята на работу в Корнеллский университет на должность доцента кафедры экологии и эволюционной биологии. В 2010 году Гудейл стала доцентом Корнеллского университета, где она и осталась с тех пор, преподавая такие курсы, как BIOEE 4780 – Экосистемная биология и глобальные изменения и BIOEE 9990 – Доктор философии. Диссертационные исследования.

### Исследования
Официальными областями исследований Кристины Гудейл являются экология и эволюционная биология, а также почвоведение и растениеводство. У неё есть опыт работы в широком спектре научных тем, включая кислотные дожди, секвестрацию углерода, изменение климата, лесные экосистемы, круговорот и удержание азота, а также процессы водосбора. Гудейл — экосистемный эколог, чьи исследования сосредоточены в основном на лесных экосистемах, в том числе на роли, которую леса играют в важных процессах круговорота воды и регулировании выбросов парниковых газов в атмосферу, а также на воздействии деятельности человека на лесные экосистемы. Гудейл уделяет особое внимание питательным веществам, таким как углерод и азот, и её лабораторная деятельность посвящена пониманию влияния повышенного уровня азота на процессы лесных экосистем и того, как эти экосистемы справляются с избытком азота. Гудейл и её команда изучают эти воздействия на нескольких пространственных и временных уровнях, от участков водораздела до целых континентов, используя комбинацию полевых исследований, моделирования экосистем и полученных наборов региональных данных, что помогает ответить на основные исследовательские вопросы. Её предыдущие исследования проводились в основном в лесах северо-востока США, в основном в лесах Белых гор Нью-Гэмпшира и центра штата Нью-Йорк.

## Награды и почести
За свою карьеру Кристин Гудейл завоевала множество наград, в том числе:
- Национальный научный фонд, Премия в начале карьеры (NSF-CAREER), 2009[10]
- Центр Аткинсона за устойчивое будущее[англ.] (ACSF) Сотрудник факультета, Корнеллский университет[11]
- Почётная докторская стипендия Александра Холландера. Министерство энергетики США, 1999[12]

### Редакторская работа
Гудейл входила в редакционные коллегии нескольких научных журналов, в том числе в 2011 году была приглашённым редактором журнала «Environmental Pollution», специальный выпуск: «Отложение азота, критические нагрузки и биоразнообразие».

### Консультационные панели и рабочие группы
Гудейл была выбрана для работы в нескольких консультационных и рабочих группах за последние два десятилетия, включая Союз обеспокоенных учёных, Исследование экосистемы ручья Хаббард, финансируемое Национальным научным фондом, и Национальную сеть экологических наблюдений (NEON), Консультативный комитет по науке, технологиям и образованию (STEAC).

## Публикации
Кристин Гудейл является автором или соавтором в более 35 опубликованных рецензируемых научных журналах. Её исследования были опубликованы в нескольких журналах, в том числе «Environmental Pollution», «Climate Research» и «Biogeochemistry».